# Karl Geisler
Karl Geisler (* 13. April 1944 in Metz) ist ein deutscher Badmintonspieler, der für den TuS Wiebelskirchen antrat. 

## Karriere

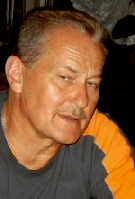
Karl Geisler

Karl Geisler wurde 1977, 1978, 1979 und 1981 deutscher Vizemannschaftsmeister mit dem TuS Wiebelskirchen. 1977 und 1979 gewann er die Deutschen Hochschulmeisterschaften. Karl Geisler ist heute noch beim Tus Wiebelskirchen als Vorsitzender der Abteilung Badminton und Trainer aktiv. Außerdem betreibt er ein Sportgeschäft.

## Sportliche Erfolge
| Saison    | Veranstaltung                     | Disziplin    | Platz | Name |
| --------- | --------------------------------- | ------------ | ----- | --- |
| 1974/1975 | Deutsche Mannschaftsmeisterschaft | Mannschaft   | 3     | TuS Wiebelskirchen |
| 1976/1977 | Deutsche Mannschaftsmeisterschaft | Mannschaft   | 2     | TuS Wiebelskirchen (Karl Geisler, Arno Schley, Helmut Streit, Georg Simon, Juniarto Suhandinata, Vera Martini, Ingeborg Schley, Monika Peiffer) |
| 1976/1977 | Deutsche Hochschulmeisterschaften | Herrendoppel | 1     | Karl Geisler / Juniarto Suhandinata (Uni Saarbrücken / TH Karlsruhe)                                                                            |
| 1977/1978 | Deutsche Mannschaftsmeisterschaft | Mannschaft   | 2     | TuS Wiebelskirchen (Karl Geisler, Arno Schley, Helmut Streit, Georg Simon, Juniarto Suhandinata, Vera Martini, Ingeborg Schley, Monika Peiffer) |
| 1978/1979 | Deutsche Mannschaftsmeisterschaft | Mannschaft   | 2     | TuS Wiebelskirchen |
| 1978/1979 | Deutsche Hochschulmeisterschaften | Herreneinzel | 1     | Karl Geisler (Uni Saarbrücken) |
| 1981/1982 | Deutsche Mannschaftsmeisterschaft | Mannschaft   | 2     | TuS Wiebelskirchen (Arya Aslim, Bambang Dihardja, Karl Geisler, Georg Simon, Vera Martini, Ingeborg Bleymehl-Schley, Monika Peiffer)            |